# Resistenza Siriana
Resistenza Siriana (Al Muqāwamat al-Sūriyah, arabo: المقاومة السورية), noto in passato come Fronte Popolare per la Liberazione del Sangiaccato di Alessandretta (arabo: الجبهة الشعبية لتحرير لواء اســكندرون), è un gruppo armato siriano filo-governativo che opera nel nord-ovest della Siria. Si definisce marxista-leninista.

## Storia
Il leader del movimento è Mihraç Ural, un turco alawita con cittadinanza siriana. In passato Ural aveva guidato una cellula del Fronte Rivoluzionario di Liberazione del Popolo attiva nella provincia di Hatay, che istigava la cospicua minoranza alawita della regione alla lotta contro il governo turco e reclutava volontari per combattere in Siria a sostegno del governo. Il gruppo dichiara di avere sostenitori anche nelle comunità sunnite e cristiane del paese.
La Resistenza Siriana rivendica un programma politico patriottico, secolare e di sinistra. Secondo alcuni analisti, invece, sarebbe attiva soprattutto nella difesa delle minoranze alawite e duodecimani in Siria. È stata accusata dall'Opposizione siriana di essere una milizia alawita settaria e di aver organizzato attacchi terroristici in Turchia e in alcuni villaggi siriani. Secondo Muwaffaq al-Ghazal, membro del Concilio Islamico Alawita, la Resistenza Siriana proporrebbe una politica più inclusiva in materia religiosa e razziale.